# Gregor Doblhamer
Gregor Doblhamer (* 26. April 1823 in Neundling, Gemeinde Lambrechten; † 9. Februar 1899 in Reichersberg) war Priester und Abgeordneter zum Österreichischen Abgeordnetenhaus.

## Leben
Gregor Doblhamer war Sohn des Landwirts Georg Doblhamer († 1856). Nach dem Besuch einer Volksschule in Lambrechten ging er von 1835 bis 1841 in ein Gymnasium und machte von 1841 bis 1843 Philosophische Jahrgänge am Lyzeum in Linz. Von 1844 bis 1848 ging er auf ein Priesterseminar in Linz und im Jahr 1847 hatte er seine Priesterweihe. 1843 trat er in das Augustiner-Chorherrenstift Reichersberg ein und war ab 1857 Rentmeister und ab 1863 auch Kellermeister. Im Jahr 1869 war er Gründungsmitglied des  Katholischen Volksvereins für Oberösterreich und 1870 auch des Katholischen Pressvereins für Oberösterreich.
Er war Ehrenbürger der Gemeinden St. Georgen bei Obernberg und Reichersberg. Er starb am 9. Februar 1899 im Alter von 75 Jahren an einem Magenkarzinom.
Gregor Doblhamer war von 1878 bis 1899 Mitglied im Oberösterreichischen Landtag (VI., VII., VIII. und IX. Wahlperiode).
Er war römisch-katholisch und blieb zeit seines Lebens ledig.

## Politische Funktionen
Gregor Doblhamer war vom 7. Oktober 1879 bis zu seinem Tod am 9. Februar 1899 Abgeordneter des Abgeordnetenhauses im Reichsrat (VI., VII., VIII. und IX. Legislaturperiode) und war dort von der VI. bis zur VIII. Legislaturperiode für die Kurie Oberösterreich, Landgemeinden 5 (Ried, Obernberg, Haag, Braunau, Mattighofen, Mauerkirchen, Wildshut) und in der IX. Legislaturperiode für die Kurie Oberösterreich, allgemeine Wählerklasse 3 (Wels, Lambach, Eferding, Grieskirchen, Waizenkirchen, Ried, Obernberg, Haag, Braunau, Mattighofen, Mauerkirchen, Wildshut, Schärding, Engelszell, Raab, Peuerbach) zuständig.

## Klubmitgliedschaften
Gregor Doblhamer war ab 1879 Mitglied im  Klub des rechten Zentrums, ab dem 19. November 1881 im Zentrum-Klub, ab 1891 im Klub der Konservativen und ab dem 16. November 1895 kurz für zehn Tage fraktionslos. Ab dem 26. November 1895 gehörte er dem Klub der Katholischen Volkspartei an.